# Carly Rae Jepsen
Carly Rae Jepsen (Mission, Canadá; 21 de noviembre de 1985) es una cantautora canadiense. 
Se dio a conocer en 2007 tras quedar tercera en la quinta temporada del concurso Canadian Idol. Poco después firmó un contrato con Fontana y MapleMusic, y lanzó su álbum debut, Tug of War, el 30 de septiembre de 2008. Tres años más tarde lanzó un nuevo sencillo, titulado «Call Me Maybe», que fue publicado por 604 Records, y seguido por el lanzamiento de su primer extended play, Curiosity, el 14 de febrero de 2012. «Call Me Maybe» recibió una buena recepción comercial, alcanzando el puesto #1 tanto en el Billboard y Canadian Hot 100. El sencillo también llegó al número uno en Australia, Irlanda y el Reino Unido. Jepsen firmó con Interscope Records en 2012.
Jepsen cita una mezcla de rock clásico y bandas alternativas como su influencia musical, tales como James Taylor, Bruce Springsteen, Van Halen, Kimbra, La Roux, y Robyn.

## Biografía
Jepsen asistió a Heritage Park Secondary School en Mission, Columbia Británica y desde entonces ha cantado ahí después de la graduación. Más tarde asistió a Canadian College of Performing Arts en Victoria, BC antes de audicionar para Canadian Idol. Después de terminar la gira de Canadian Idol, Jepsen se retiró de B.C. para centrarse en componer, grabar y completar su banda. Sus demos atrajeron la atención y que finalmente firmó un contrato con Simkin Artist Management y Dexter Entertainment. Un contrato con Fontana/Maple Music siguió rápidamente, lo que llevó a Jepsen al estudio del productor/escritor Ryan Stewart.

## Carrera musical

### 2008–11:Tug of War

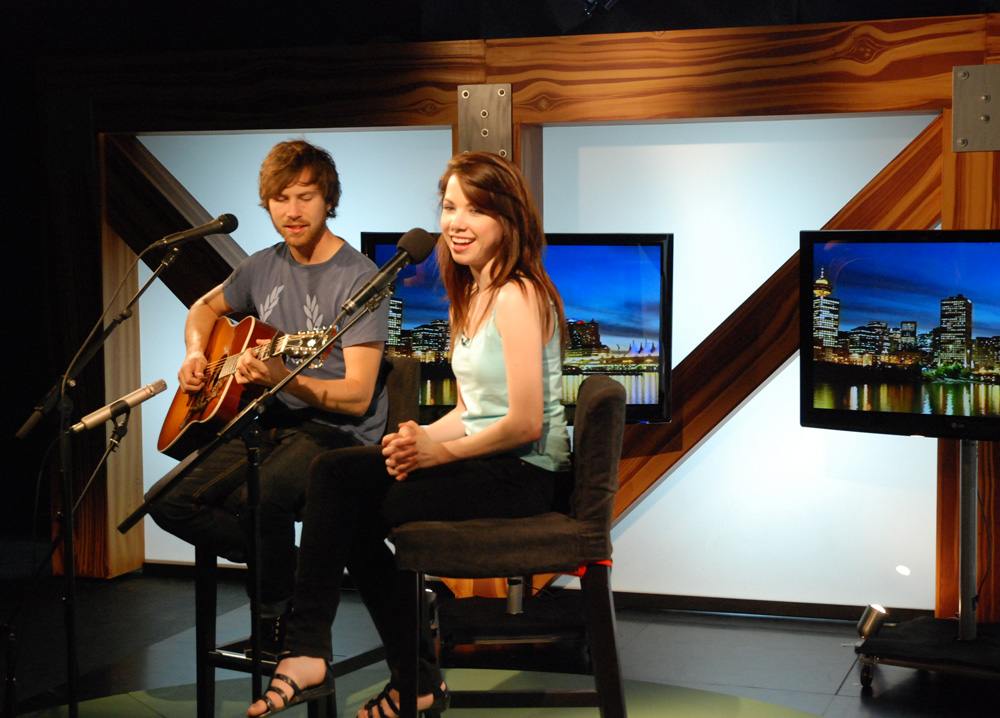
Carly Rae Jepsen en 2009

El 16 de junio de 2008, Jepsen lanzó su sencillo debut y otro sencillo, una versión de la canción de John Denver «Sunshine On My Shoulders». Es la única canción cover de su álbum de debut. El 21 de julio de 2008, Jepsen añadió dos nuevas canciones del álbum a su página de MySpace: «Bucket» y «Heavy Lifting». En agosto de 2008, Jepsen anunció en su página de MySpace que el título del álbum sería Tug of War, y fue lanzado el 30 de septiembre de 2008. La página también mencionó dos temas más que se incluyeron en el álbum: «Tug of War» y «Sweet Talker». El primero fue lanzado como sencillo en iTunes el 16 de septiembre de 2008, y ha tenido una recepción airplay de radio en diversas estaciones a través de Canadá. Ella interpretó la segunda en su audición para Canadian Idol.
Un video musical de «Tug of War» fue lanzado en enero de 2009. «Bucket», su segundo sencillo, fue lanzado en mayo de 2009, y el video de «Sour Candy», un dueto con Josh Ramsay de Marianas Trench que también ayudan a producir algunas de sus canciones, incluyendo «Call Me Maybe», también ha sido lanzado. Todos los videos musicales Jepsen se han dirigido por Ben Knechtel. En la primavera de 2009, realizó una gira por el oeste de Canadá con Marianas Trench y Shiloh. Entonces, estuvo en una gira por Canadá, con Marianas Trench, The New Cities y Mission District.

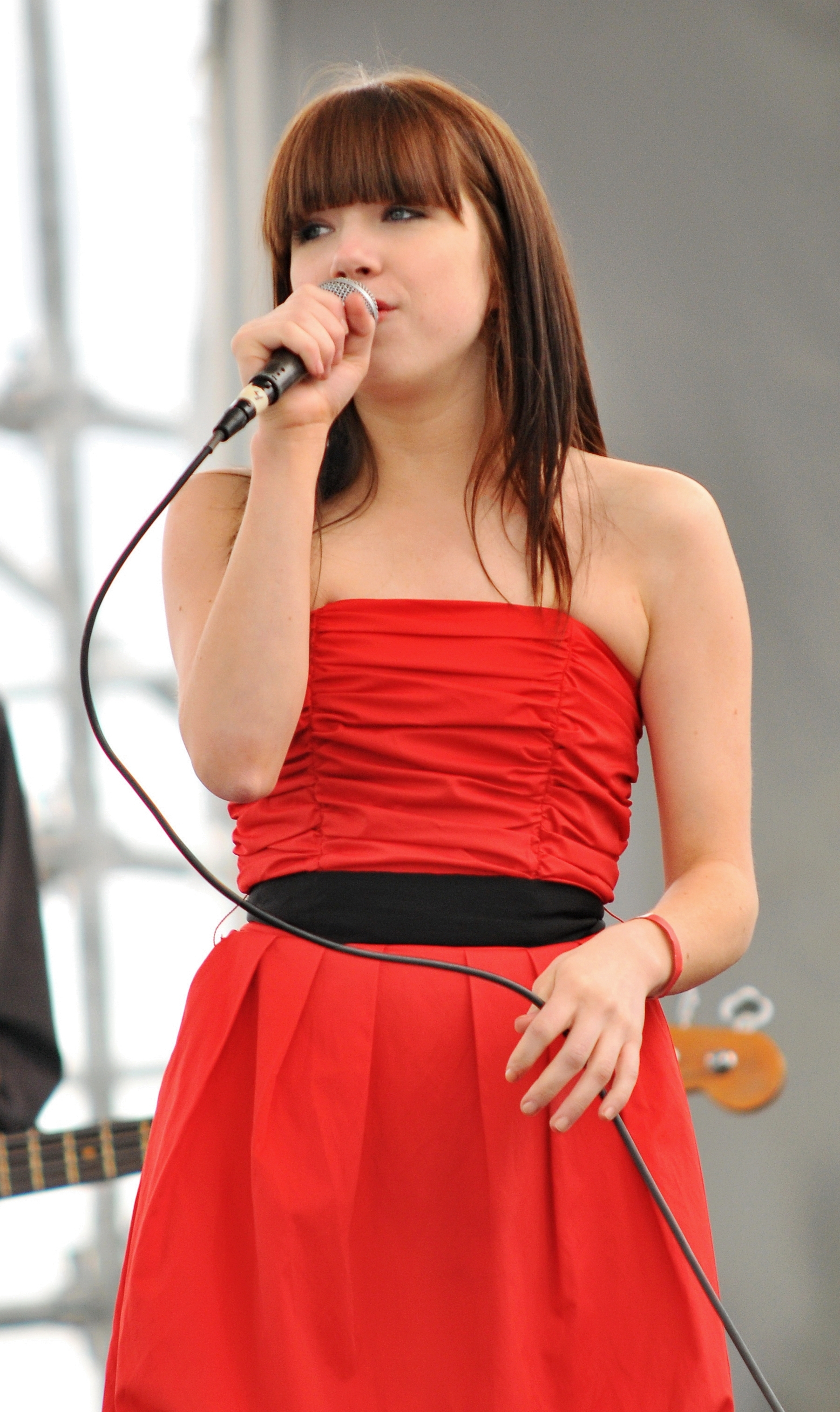
Carly Rae Jepsen en el Día de Canadá en 2010.

### 2012–13:CuriosityyKiss
El segundo álbum de Jepsen Curiosity fue lanzado el 14 de febrero de 2012. Fue producido por Ryan Stewart y Kevin James Maher que produjo la canción «Dear Julien». En el mismo día del lanzamiento, su compatriota Justin Bieber hizo el anuncio en el programa de MuchMusic New Music Live que Jepsen había firmado para School Boy Records, el sello dirigido por el mánager de Justin Bieber, Scooter Braun.
El primer sencillo, «Call Me Maybe» es de su primer extended play Curiosity fue lanzado el 20 de septiembre de 2011 y fue producido por Josh Ramsay de Marianas Trench y coescrito por Jepsen, Ramsay y Tavish Crowe. «Call Me Maybe» es la primera canción de un artista canadiense en alcanzar la cima de la lista digital, desde «Baby» de Justin Bieber en enero de 2010. También está a solo 11 la canción de un artista canadiense para llegar al N.º 1 en la lista "Digital Songs" desde que Nielsen SoundScan comenzó a registrar las ventas de descarga digital en 2005. La canción también ha alcanzado el número 1 en Canadian Hot 100 de Billboard, la cuarta artista canadiense en hacerlo, después de «Girlfriend» de Avril Lavigne, «I Believe» de Nikki Yanofsky, y la versión de «Wavin' Flag» de los Young Artists for Haiti, originalmente por el rapero canadiense K'naan.
Jepsen estuvo de gira en el "Shout it Out World Tour". Ella hizo el acto de apertura para el trío de pop-rock Hanson. En febrero de 2012, Jepsen visitó a Justin Bieber y Scooter Braun en Los Ángeles, California, donde posteriormente firmó con las productoras School Boy Records e Interscope. Su música seguirá siendo distribuida por 604 Records en Canadá. El 23 de marzo de 2012, Jepsen hizo su debut en la televisión estadounidense en The Ellen DeGeneres Show, interpretando «Call Me Maybe» (con Jared Manierka en los teclados), más tarde se unió Justin Bieber. Carly fue también la primera participante de Canadian Idol en entrar en las listas del Reino Unido, cuando "Call Me Maybe" debutó en el número uno. Call Me Maybe y ella aparecieron en Just Dance 4, un juego de baile mundialmente conocido.
Carly se presentó en CityWalk en Universal Studios el 14 de abril de 2012. 400 personas que pagaron cinco dólares se le permitió reunirse con la cantante y obtener CD autografiados por ella.
Jepsen, de 27 años, se ha observado que se viste "demasiado joven" para su edad, y hace un esfuerzo para atraer al público preadolescente, o mantener una imagen "absolutamente limpia" en contraste con sus escándalos contemporáneos.
El 20 de mayo de 2012 Jepsen interpretó «Call Me Maybe» en los Billboard Music Awards 2012.[cita requerida] El 22 de mayo de 2012 interpretó «Tug of War», «Curiosity» y «Call Me Maybe» en el primer concierto de "Q102 Springle Ball".[cita requerida] El 17 de junio de 2012 Jepsen interpretó «Call Me Maybe» en el MuchMusic Video Awards 2012 y posteriormente hizo un dueto de «Wild Ones» con Flo Rida.[cita requerida] El 26 de junio de 2012 un dueto de Jepsen con Owl City «Good Time», fue lanzado como descarga digital. La canción se espera que aparezca en el próximo álbum de ambos artistas. La canción debutó en el número 18 en el Billboard Hot 100, convirtiéndose en el segundo top 20 hit en la lista para los dos.
En octubre de 2012, Jepsen apareció en un episodio de 90210 e interpretó una nueva canción de su próximo álbum.

### 2015–17: I Really Like You,Emotiony otros proyectos
El 16 de febrero salió a la luz información acerca de que la cantante estaba filmando el vídeo musical de su nuevo sencillo, hasta ese momento no se conocía el nombre oficial del sencillo, más tarde a través de su Twitter comentó que se llamaría 'I Really Like You' y que se lanzaría el 2 de marzo de 2015  y que formará parte de su nuevo trabajo. El vídeo musical se realizó con las apariciones especiales del actor estadounidense Tom Hanks y del cantante Justin Bieber. 
El 6 de abril de 2015 la cantante estrenó el segundo sencillo del álbum, que lleva por nombre All That. El estreno se llevó a cabo durante la emisión del programa de televisión Saturday Night Live donde la cantante fue la invitada musical. El tema cuenta con la producción de Dev Hynes y de Ariel Rechtshain. 
El 10 de abril de 2015 la cantante anunció a través de su cuenta de Twitter el título del álbum que lleva el nombre E•MO•TION y fue lanzado en el mercado internacional el 21 de agosto.
El álbum salió a la venta el 21 de agosto de 2015 internacionalmente, debutando en el puesto 16 del Billboard Hot 200, con ventas mayores a las 18,000 copias en su semana de lanzamiento.
Jepsen lanzó Emotion: Side B en agosto de 2016, un EP que contiene ocho cortes de Emotion. El EP se incluyó en varias listas de fin de año de publicaciones como Rolling Stone y Pitchfork. En mayo de 2017, Jepsen lanzó el sencillo "Cut to the Feeling". La canción originalmente estaba destinada a Emotion, pero en su lugar apareció en la película animada Ballerina, en la que Jepsen expresa un papel secundario.

### 2018–21:Dedicated

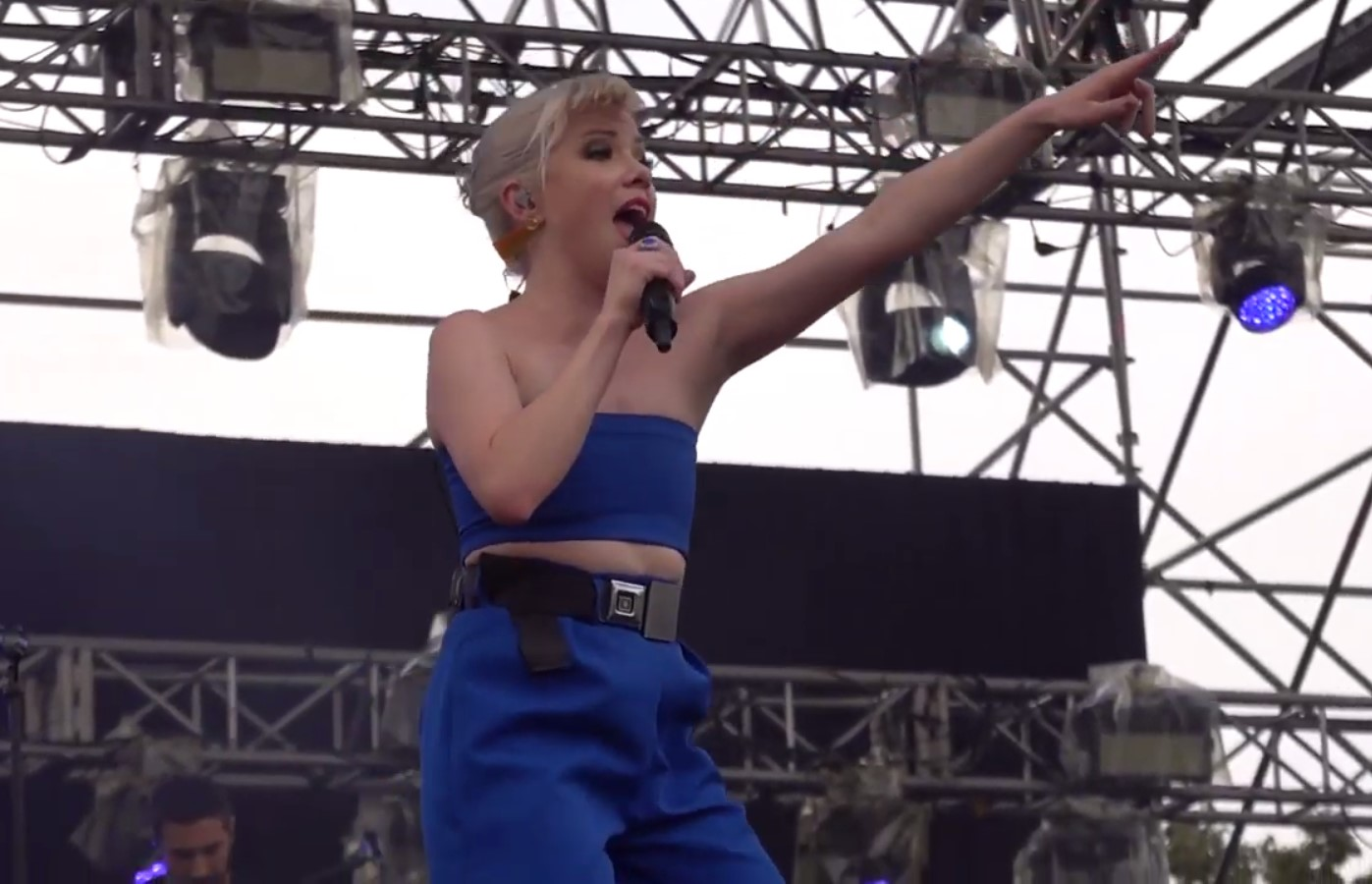
Rae Jepsen en Seúl en 2019.

Durante enero y febrero de 2018, Jepsen apareció como el acto de apertura de la gira de Witness: The Tour de Katy Perry. «Party for One», el primer sencillo del cuarto álbum de estudio de Jepsen, se lanzó el 1 de noviembre de 2018. El 27 de febrero de 2019 se lanzó un sencillo doble que consta de, «Now That I Found You» y «No Drug Like Me».
Su cuarto trabajo discográfico, Dedicated fue lanzado el 17 de mayo de 2019. La gira The Dedicated Tour en soporte al álbum comenzó el 23 de mayo de 2019.
Jepsen lanzó Dedicated: Side B el 21 de mayo de 2020 por 604 Records en Canadá y Schoolboy e Interscope Records en los Estados Unidos. El álbum incluye 12 tomas descartadas del álbum original. Dedicated Side B es el álbum que acompaña a Dedicated, el cuarto álbum de estudio de la cantante canadiense Carly Rae Jepsen.

### 2022–presente:The Loneliest TimeyThe Loveliest Time
«Western Wind» fue lanzado como sencillo principal el 6 de mayo de 2022. En julio de 2022, Jepsen lanzó el sencillo que no pertenece al álbum «Move Me», una canción colaborativa con el productor francés Lewis OfMan. El 2 de agosto de 2022, anunció el título, la portada y el inicio de la preventa de su nuevo y sexto álbum de estudio.
El segundo sencillo, «Beach House», fue lanzado el 5 de agosto de 2022. El tercer y cuarto sencillos, «Talking to Yourself» y «The Loneliest Time», una colaboración con Rufus Wainwright, fueron publicados el 26 de septiembre y el 7 de octubre de 2022, respectivamente. The Loneliest Time, se lanzó el 21 de octubre de 2022.

## Vida personal
Jepsen salió con Jordi Ashworth, un estudiante de arquitectura, durante aproximadamente un año, aunque llevaban desde finales del 2008, rompiendo en junio del 2012. Fue la inspiración para "Call Me Maybe". Desde el 2012 hasta el 2015, salió con Matthew Koma, luego de conocerse mientras trabajaban en su álbum, Kiss. En el 2016 salió con el fotógrafo David Kalani Larkins. Del 2017 al 2019, Jepsen salió con James Flannigan, miembro de la banda pop-punk Stiff Dylans. En agosto del 2022, Jepsen está en otra relación, aunque no se confirma la misma.
En el 2012, Jepsen tenía su sede en Vancouver. Para el 2019, se había mudado a Los Ángeles. Agregó un estudio a su casa en el 2022.
En marzo del 2013, Jepsen, una activista por los derechos de la comunidad LGBT, dejó de actuar en el Jamboree Nacional Scout de Boy Scouts of America 2013 debido a su política de intolerancia sobre los homosexuales.

## Actuaciones enCanadian Idol
| Episodio | Canción de elección                  | Artista original         | N º    | Resultados |
| -------- | ------------------------------------ | ------------------------ | ------ | ---------- |
| Audición | "Sweet Talker"                       | Carly Rae Jepsen         | —      | Avanzó     |
| Top 80   | "I Try"                              | Macy Gray                | Duetos | Avanzó     |
| Top 40   | "Breathe (2 AM)"                     | Anna Nalick              | —      | Avanzó     |
| Top 22   | "Put Your Records On"                | Corinne Bailey Rae       | 11     | Avanzó     |
| Top 18   | "Sweet Ones"                         | Sarah Slean              | 4      | Avanzó     |
| Top 14   | "Waiting in Vain"                    | Bob Marley & The Wailers | 3      | Avanzó     |
| Top 10   | "Inside and Out"                     | Bee Gees                 | 3      | Bottom 3   |
| Top 9    | "Georgia on My Mind"                 | Hoagy Carmichael         | 5      | Salvada    |
| Top 8    | "Torn"                               | Ednaswap                 | 7      | Salvada    |
| Top 7    | "Killer Queen"                       | Queen                    | 3      | Bottom 3   |
| Top 6    | "Come To My Window"                  | Melissa Etheridge        | 4      | Bottom 3   |
| Top 5    | "Chuck E's in Love"                  | Rickie Lee Jones         | 4      | Salvada    |
| Top 4    | "My Heart Belongs to Daddy"          | Mary Martin              | 1      | Salvada    |
| Top 4    | "I Got It Bad (and That Ain't Good)" | Ivie Anderson            | 5      | Salvada    |
| Top 3    | "At Seventeen"                       | Janis Ian                | 3      | Eliminada  |
| Top 3    | "White Flag"                         | Dido                     | 6      | Eliminada  |

## Discografía
Álbumes de estudio
- 2008: Tug of War
- 2012: Kiss
- 2015: E•MO•TION
- 2019: Dedicated
- 2022: The Loneliest Time
- 2023: The Loveliest Time

Álbumes caras-b
- 2012: Kiss Deluxe Version
- 2015: E•MO•TION Deluxe
- 2020: E•MO•TION Deluxe Expanded Edition

EP
- 2004: Dear You[28]
- 2012: Curiosity
- 2016: E•MO•TION Side B
- 2020: Dedicated Side B

Sencillos
- «Sunshine on My Shoulders» (2008)
- «Tug of War» (2008)
- «Bucket» (2009)
- «Sour Candy» (con Josh Ramsay) (2009)
- «Call Me Maybe» (2011)
- «Curiosity» (2012)
- «This Kiss» (2012)
- «Tonight I'm Getting Over You» (2013)
- «I Really Like You» (2015)
- «All That» (2015)
- «E•MO•TION» (2015)
- «Run Away With Me» (2015)
- «Warm Blood» (2015)
- «Boy Problems» (2015)
- «Your Type» (2015)
- «Party for One» (2018)
- «Now That I Found You / No Drug Like Me» (2019)
- «Julien» (2019)
- «Too Much» (2019)
- «Let's Be Friends» (2020)
- «It's Not Christmas Till Somebody Cries» (2020)
- «Western Wind» (2022)
- «Beach House» (2022)
- «Talking to Yourself» (2022)
- «The Loneliest Time» (con Rufus Wainwright (2022)
- «Surrender My Heart»

Otros sencillos / canciones
- «Beautiful» (con Justin Bieber)
- «Talk to Me»
- «Cut to the Feeling»

Colaboraciones
- «Good Time» (con Owl City)
- «Lalala (Remix)» (con Y2K, bbno$ & Enrique Iglesias)
- «Tonight I'm Getting Over You (Remix)» (con Nicki Minaj)
- «Beautiful» (con Justin Bieber)
- «Sour Candy» (con Josh Ramsay)
- «Comeback» (con Bleachers)

## Giras
Giras promocionales

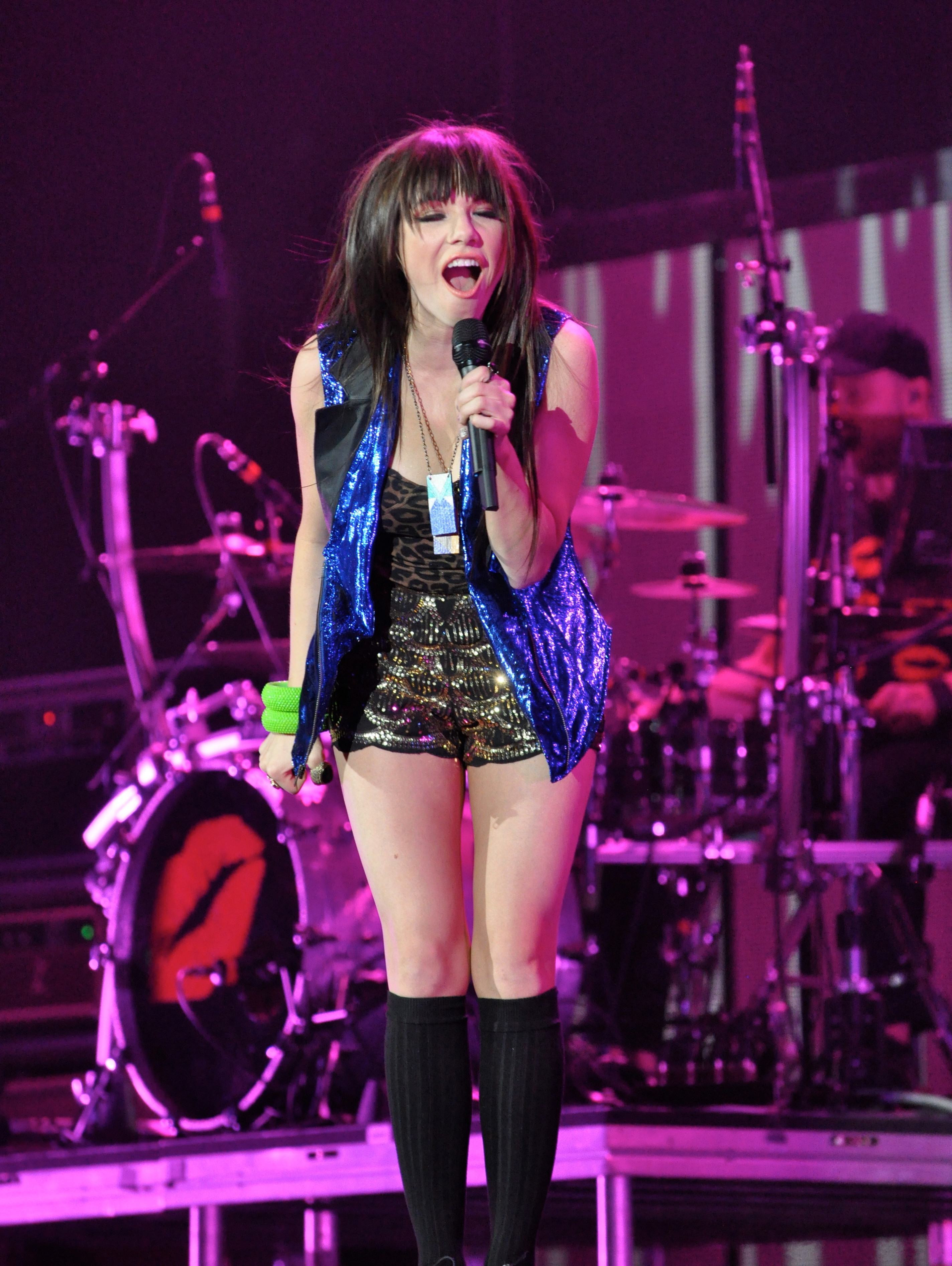
Rae Jepsen presentándose en el Believe Tour de Justin Bieber en 2012.

- The Summer Kiss Tour (2013) (Primer Tour como artista principal)
- Gimmie Love Tour (2015–2016)
- The Dedicated Tour (2019–2020)
- The So Nice Tour (2022)

Concierto de apertura
- Justin Bieber – Believe Tour (Fechas en Norteamérica, Europa y Sudamérica) (2012–2013)
- Hedley – Hello World Tour (Fechas en Canadá) (2016)
- Katy Perry – Witness: The Tour (Fechas en Norteamérica) (2018)

## Filmografía
| Año  | Título        | Personaje                | Notas                                   |
| ---- | ------------- | ------------------------ | --------------------------------------- |
| 2008 | Canadian Idol | Ella Misma (Concursante) | Temporada 5/Eliminada 3ª lugar          |
| 2012 | 90210         | Ella Misma               | Cameo                                   |
| 2013 | Shake It Up   | Ella Misma               | Estrella Invitada                       |
| 2015 | Castle        | Ella Misma               | Temporada 7, Capítulo 22                |
| 2016 | Grease: Live  | Frenchy                  | Personaje principal, película de TV FOX |
| 2016 | Ballerina     | Odette                   | Dobladora de voz                        |

| Año  | Título                             | Personaje  | Notas                          |
| ---- | ---------------------------------- | ---------- | ------------------------------ |
| 2014 | Rodgers + Hammerstein's Cinderella | Cinderella | Primera producción en Broadway |

## Premios y nominaciones
| Año  | Premio                           | Categoría                                                    | Candidato                                                    | Resultado |
| ---- | -------------------------------- | ------------------------------------------------------------ | ------------------------------------------------------------ | --------- |
| 2010 | Canadian Radio Music Awards      | Canción del Año                                              | "Tug of War"                                                 | Ganadora  |
| 2010 | Western Canadian Music Awards    | Canción del Año                                              | "Tug of War"                                                 | Nominada  |
| 2010 | Juno Awards                      | Artista Nuevo del Año                                        | Artista Nuevo del Año                                        | Nominada  |
| 2010 | Juno Awards                      | Compositor del Año (Con Ryan Stewart)                        | "Tug of War", "Bucket", "Money And The Ego"                  | Nominada  |
| 2010 | Much Music Video Awards          | UR FAVE New Artist                                           | "Bucket"                                                     | Nominada  |
| 2012 | Much Music Video Awards          | Video Pop del Año                                            | "Call Me Maybe"                                              | Nominada  |
| 2012 | Much Music Video Awards          | UR Fave Artist                                               | UR Fave Artist                                               | Nominada  |
| 2012 | Much Music Video Awards          | Most Streamed Video of the Year                              | "Call Me Maybe"                                              | Ganadora  |
| 2012 | Much Music Video Awards          | Video del Año                                                | "Call Me Maybe"                                              | Ganadora  |
| 2012 | Much Music Video Awards          | UR Fave Video                                                | "Call Me Maybe"                                              | Ganadora  |
| 2012 | Teen Choice Awards               | Breakout Artist                                              | Breakout Artist                                              | Ganadora  |
| 2012 | Teen Choice Awards               | Canción del Verano                                           | "Call Me Maybe"                                              | Ganadora  |
| 2012 | Teen Choice Awards               | Music Star Female                                            | Music Star Female                                            | Nominada  |
| 2012 | MTV Video Music Awards           | Mejor Artista Nuevo                                          | "Call Me Maybe"                                              | Nominada  |
| 2012 | Western Canadian Music Awards    | Grabación Pop del Año                                        | "Curiosity"                                                  | Ganadora  |
| 2012 | VEVOCertified Awards             | 100.000.000 de Visitas                                       | "Call Me Maybe"                                              | Ganadora  |
| 2012 | Irresistible Fanta Awards        | Most Irresistible Dance Song                                 | "Call Me Maybe"                                              | Ganadora  |
| 2012 | Billboard Music Awards           | Estrella Naciente                                            | Estrella Naciente                                            | Ganadora  |
| 2012 | MTV Europe Music Awards          | Mejor Canción                                                | "Call Me Maybe"                                              | Ganadora  |
| 2012 | MTV Europe Music Awards          | Best Push Act                                                | Best Push Act                                                | Ganadora  |
| 2012 | MTV Europe Music Awards          | Best New Act                                                 | Best New Act                                                 | Nominada  |
| 2012 | MTV Europe Music Awards          | Best North American Act                                      | Best North American Act                                      | Nominada  |
| 2012 | American Music Awards            | Sprint New Artist of the Year                                | Sprint New Artist of the Year                                | Ganadora  |
| 2012 | Premios 40 Principales           | Mejor artista revelación internacional en lengua no española | Mejor artista revelación internacional en lengua no española | Nominada  |
| 2012 | Premios 40 Principales           | Mejor canción internacional en lengua no española            | "Call Me Maybe"                                              | Nominada  |
| 2012 | Premios 40 Principales América   | Mejor artista revelación internacional                       | Mejor artista revelación internacional                       | Nominada  |
| 2012 | Premios 40 Principales América   | Mejor canción internacional                                  | "Call Me Maybe"                                              | Ganadora  |
| 2013 | People's Choice Awards           | Canción del Año                                              | "Call Me Maybe"                                              | Nominada  |
| 2013 | People's Choice Awards           | Vídeo Musical Favorito                                       | "Call Me Maybe"                                              | Nominada  |
| 2013 | People's Choice Awards           | Breakout Artist                                              | Breakout Artist                                              | Nominada  |
| 2013 | Grammy Awards 2013               | Canción Favorita                                             | "Call Me Maybe"                                              | Nominada  |
| 2013 | People's Choice Awards           | Canción Favorita                                             | "Call Me Maybe"                                              | Nominada  |
| 2013 | Internacional Dance Music Awards | Mejor canción dance pop comercial                            | "Call Me Maybe"                                              | Nominada  |
| 2013 | Kid's Choice Awards              | Canción Favorita                                             | "Call Me Maybe"                                              | Nominada  |
| 2013 | Independent Music Awards         | Sencillo del año                                             | "Call Me Maybe"                                              | Ganadora  |
| 2013 | Independent Music Awards         | Video del año                                                | "Call Me Maybe"                                              | Nominada  |
| 2013 | Kid's Choice Awards Australia    | Canción Favorita                                             | "Call Me Maybe"                                              | Nominada  |
| 2013 | World Music Awards               | Canción Del Año                                              | "Call Me Maybe"                                              | Nominada  |
| 2013 | World Music Awards               | Video Del Año                                                | "Call Me Maybe"                                              | Nominada  |
| 2013 | Juno Awards                      | Sencillo del año                                             | "Call Me Maybe"                                              | Ganadora  |
| 2013 | Premios Oye!                     | Canción en inglés                                            | "Call Me Maybe"                                              | Nominada  |
| 2015 | MTV Europe Music Awards          | Mejor Artista Canadiense                                     | Ella misma                                                   | Nominada  |
| 2015 | Billboard Japan Music Awards     | Hot 100 of the Year                                          | "I Really Like You"                                          | Nominada  |
| 2015 | Billboard Japan Music Awards     | Radio Song of the Year                                       | "I Really Like You"                                          | Nominada  |